# Józef Kiczka
Józef Kiczka (ur. 23 lutego 1895 w Niedzieliskach, zm. 9–11 kwietnia 1940 w Katyniu) – major piechoty Wojska Polskiego, kawaler Orderu Virtuti Militari, ofiara zbrodni katyńskiej.

## Życiorys
Syn Szymona i Łucji z Wróblów urodzony w we wsi Niedzieliska, w ówczesnym powiecie brzeskim Królestwa Galicji i Lodomerii. Uczęszczał do szkoły powszechnej w rodzinnej wsi i w sąsiedniej Szczurowej. W 1907 rozpoczął naukę w c. k. Gimnazjum w Bochni. W styczniu 1913 został członkiem Związku Strzeleckiego. W roku szkolnym 1913/1914 uczył się w VII klasie gimnazjum.
20 kwietnia 1916 został wcielony do armii austriackiej. 26 czerwca 1916 w bocheńskim gimnazjum „złożył wojenny egzamin dojrzałości”. Po skończeniu szkoły oficerskiej i otrzymaniu stopnia chorążego wysłany na front włoski. 20 czerwca 1918 dostał się do niewoli włoskiej.
5 listopada 1918, po uwolnieniu z niewoli, wstąpił do Armii Polskiej we Włoszech, a następnie do armii gen. Hallera. W grudniu 1918 mianowany podporucznikiem, a w maju 1919 porucznikiem.
W maju 1919 wrócił do kraju i w szeregach 10 pułku strzelców polskich walczył na wojnie z Ukraińcami. W 1919 wysłany na kurs dowódców kompanii w Rembertowie, po ukończeniu, odkomenderowany do 52 pułku piechoty, w którego szeregach walczył w wojnie polsko-bolszewickiej. Wyróżnił się 27 kwietnia 1920 w bitwie pod Barem, w której dowodził 8 kompanią i został lekko ranny. 30 maja został ranny drugi raz.
Po zakończeniu działań wojennych pozostał w wojsku jako oficer zawodowy i kontynuował służbę w 52 pułku piechoty w Złoczowie. 1 czerwca 1921 był przydzielony z macierzystego pułku do Centrum Wyszkolenia Dowództwa Okręgu Generalnego Lwów. 3 maja 1922 został zweryfikowany w stopniu kapitana ze starszeństwem od 1 czerwca 1919 i 1869. lokatą w korpusie oficerów piechoty. 18 lutego 1928 prezydent RP nadał mu z dniem 1 stycznia 1928 stopień majora w korpusie oficerów piechoty i 202. lokatą. W kwietniu tego roku został wyznaczony w 52 pp na stanowisko oficera sztabowego pułku. W lipcu 1929 został przesunięty na stanowisko dowódcy batalionu. W kwietniu 1932 został przeniesiony z 52 pp do Szkoły Podchorążych Rezerwy Piechoty w Zambrowie na stanowisko kwatermistrza. W sierpniu 1935 został przeniesiony z Batalionu Szkolnego Podchorążych Rezerwy Piechoty w Zambrowie do 27 pułku piechoty w Częstochowie na stanowisko dowódcy batalionu. W 1938 został przeniesiony do Komendy Rejonu Uzupełnień Tarnowskie Góry na stanowisko komendanta rejonu uzupełnień.
W czasie kampanii wrześniowej 1939 dostał się do sowieckiej niewoli i został osadzony w obozie w Kozielsku. Między 7 a 9 kwietnia 1940 został przekazany do dyspozycji naczelnika Zarządu NKWD Obwodu Smoleńskiego (lista nr 017/2 z 5 kwietnia 1940). Między 9 a 11 kwietnia 1940 zamordowany w Katyniu i tam pogrzebany. Od 28 lipca 2000 spoczywa na Polskim Cmentarzu Wojennym w Katyniu.
Był żonaty, miał syna Konrada Mieczysława Aleksandra (1927–1985), profesora Uniwersytetu Medycznego w Białymstoku.
5 października 2007 minister obrony narodowej Aleksander Szczygło mianował go pośmiertnie na stopień podpułkownika. Awans został ogłoszony 9 listopada 2007, w Warszawie, w trakcie uroczystości „Katyń Pamiętamy – Uczcijmy Pamięć Bohaterów”.

## Ordery i odznaczenia
- Krzyż Srebrny Orderu Virtuti Militari nr 703[1] – 26 marca 1921[24]
- Medal Pamiątkowy za Wojnę 1918–1921[1]
- Medal Dziesięciolecia Odzyskanej Niepodległości[1]
- Krzyż Kampanii Wrześniowej – pośmiertnie 1 stycznia 1986[25]
- Odznaka za Rany i Kontuzje z dwiema gwiazdkami